# Municipio de Mendon (Misuri)
El municipio de Mendon (en inglés: Mendon Township) es un municipio ubicado en el condado de Chariton en el estado estadounidense de Misuri. En el año 2010 tenía una población de 308 habitantes y una densidad poblacional de 3,2 personas por km².

## Geografía
El municipio de Mendon se encuentra ubicado en las coordenadas 39°34′33″N 93°8′41″O / 39.57583, -93.14472. Según la Oficina del Censo de los Estados Unidos, el municipio tiene una superficie total de 96.15 km², de la cual 91,33 km² corresponden a tierra firme y (5,02 %) 4,82 km² es agua.

## Demografía
Según el censo de 2010, había 308 personas residiendo en el municipio de Mendon. La densidad de población era de 3,2 hab./km². De los 308 habitantes, el municipio de Mendon estaba compuesto por el 99,35 % blancos, el 0,65 % eran afroamericanos. Del total de la población el 0,32 % eran hispanos o latinos de cualquier raza.